# Герцог Мальборо
Герцог Мальборо (англ. Duke of Marlborough) — аристократический титул в пэрстве Англии. Титул был создан королевой Анной в 1702 году для Джона Черчилля, 1-го герцога Мальборо (1650—1722), крупнейшего военачальника и мужа её фаворитки. Название герцогства относится к Марлборо в графстве Уилтшир. Это единственный из существующих британских герцогских титулов, который с XVIII века переходит по женской линии. Традиционно резиденцией герцогов служит Бленхеймский дворец.

## История герцогства
Джон Черчилль был сделан лордом Черчиллем из Аймута (1682 год) в шотландском пэрстве  королём Карлом II, бароном Черчилль из Сэндриджа (1685 год)  Яковом II, и графом Мальборо (1689 год) в пэрстве Англии королём Вильгельмом III. Вскоре после вступления на престол в 1702 году королева Анна сделала Черчилля первым герцогом Мальборо и предоставила ему дополнительный титул маркиза Блэндфорда.
В 1678 году Черчилль женился на Саре Дженнингс (1660—1744), придворной и будущей влиятельной фаворитке королевы Анны. У них было семеро детей, из которых четыре дочери вышли замуж за некоторых представителей важнейших семей Великобритании; дочь и один сын умерли в младенчестве. Его старший сын Джон Черчилль, маркиз Блэндфорд умер в 1703 году. Поскольку у них не было выживших сыновей, специальным актом парламента герцогство было позволено передать к женщине и через женщину. Когда 1-й герцог Мальборо умер в 1722 году, его титул лорда Черчилля из Аймута в шотландском пэрстве пресёкся, а титулы Мальборо перешли к его старшей дочери Генриетте (1681—1733), 2-й герцогине Мальборо. Она была замужем за 2-м графом Годольфином и у них был сын, который умер раньше неё.
Когда Генриетта умерла в 1733 году, титулы Мальборо перешли к её племяннику Чарльзу Спенсеру (1706—1758), третьему сыну её покойной сестры Анны (1683—1716), которая вышла замуж за 3-го графа Сандерленда в 1699 году. После смерти его старшего брата в 1729 году, Чарльз Спенсер уже унаследовал фамильные поместья Спенсеров и титулы графа Сандерленда (1643 год) и барона Спенсера из Уормлейтона (1603 год), все в пэрстве Англии. По смерти его тёти Генриетты в 1733 году, Чарльз Спенсер наследует фамильные поместья и титулы Мальборо и становится 3-м герцогом Мальборо. Когда он умер в 1758 году, его титулы перешли к его старшему сыну Джорджу (1739—1817), которому наследовал его старший сын Джордж, 5-й герцог Мальборо (1766—1840). В 1815 году, Фрэнсис Спенсер (младший сын 4-го герцога) был сделан бароном Черчиллем в пэрстве Соединённого королевства. В 1902 году его внук, третий барон Черчилль, был сделан виконтом Черчиллем.
В 1817 году 5-й герцог получил разрешение принять и носить фамилию Черчилль в дополнение к своей фамилии Спенсер, чтобы увековечить имя своего прославленного прапрадеда. В то же время он получил королевскую лицензию на четверть щита герба Черчилля с его отцовским гербом Спенсеров. Современные герцоги таким образом изначально носившие фамилию «Спенсер»: имеют двойную фамилию «Спенсер-Черчилль», которая в таком в качестве используется с 1817 года и остаётся в семье, хотя некоторые члены семьи предпочитали называть себя «Черчилль».
7-й герцог был дедом по отцовской линии премьер-министра Великобритании сэра Уинстона Черчилля, который родился во дворце Бленхейм 30 ноября 1874 года.
Нынешний, с 2014 года, 12-й герцог Мальборо — Чарльз Джеймс Спенсер-Черчилль.

## Герцоги Мальборо с 1702 года
Другие титулы: маркиз Блэндфорд (английский титул с 1702 года), граф Мальборо, в графстве Уилтшир (английский титул с 1689 года) и барон Черчилль Сэндриджский, в графстве Хартфорд (английский титул с 1685 года)
Другие титулы, (1-го герцога): лорд Черчилль Аймутский, в графстве Бервик (шотландский титул с 1682 года)
- Джон Черчилль, первый герцог Мальборо (1650—1722), военачальник и государственный деятель;

- Джон Черчилль, маркиз Блэндфорд (1686—1703), старший сын первого герцога, умер неженатым;
- Анна Спенсер, графиня Сандерленд (урожденная леди Анна Черчилль, 1683—1716), вторая дочь 1-го герцога;

- Генриетта Годольфин, 2-я герцогиня Мальборо (1681—1733), старшая дочь 1-го герцога, наследовала своему отцу согласно акту парламента 1706 года;

- Уильям Годольфин, маркиз Блэндфорд (1700—1731), старший сын второй герцогини, умерший раньше матери, не оставив потомства;

Другие титулы (3-го герцога и далее): граф Сандерленд (английский титул с 1643 года) и барон Спенсер Уормлейтонский (английский титул с 1729 года)
- Чарльз Спенсер, 3-й герцог Мальборо (1706—1758), третий сын леди Сандерленд;
- Джордж Спенсер, 4-й герцог Мальборо (1739—1817), старший сын 3-го герцога;
- Джордж Спенсер-Черчилль, 5-й герцог Мальборо (1766—1840), старший сын 4-го герцога;
- Джордж Спенсер-Черчилль, 6-й герцог Мальборо (1793—1857), старший сын 5-го герцога;
- Джон Уинстон Спенсер-Черчилль 7-й герцог Мальборо (1822—1883), старший сын 6-го герцога и дед по отцовской линии Уинстона Черчилля;
- Джордж Чарльз Спенсер-Черчилль, 8-й герцог Мальборо (1844—1892), старший сын 7-го герцога;
- Чарльз Ричард Джон Спенсер-Черчилль, 9-й герцог Мальборо (1871—1934), единственный сын 8-го герцога;
- Джон Альберт Уильям Спенсер-Черчилль, 10-й герцог Мальборо (1897—1972), старший сын 9-го герцога;
- Джон Джордж Вандербильт Генри Спенсер-Черчилль, 11-й герцог Мальборо (1926—2014), старший сын 10-го герцога.
- Чарльз Джеймс Спенсер-Черчилль, 12-й герцог Мальборо (р. 1955), старший сын 11-го герцога.

Наследник: Джордж Джон Годольфин Спенсер-Черчилль, маркиз Блэндфорд (р. 1992), старший сын 12-го герцога.